# Gewone garnaal
De gewone garnaal of grijze garnaal (Crangon crangon) is een garnaal uit de familie Crangonidae. De wetenschappelijke naam van de soort werd als Cancer crangon in 1758 gepubliceerd door Carl Linnaeus. De lengte is ongeveer 50 tot 70, maximaal 90 millimeter en de kleur is grijs tot bruin met een onregelmatige vlekjestekening. De garnaal kan van kleur veranderen om zich aan te passen aan de ondergrond. Ook graaft hij zich daarin vaak in, en is dan nagenoeg onzichtbaar.
De gewone garnaal komt veel voor in kustwateren met een zanderige tot slibbige ondergrond. De garnaal foerageert 's nachts over de bodem en graaft zich overdag in zodat alleen de ogen en voelsprieten uitsteken. Het is een alleseter die zowel plantaardig materiaal en aas, maar ook prooidieren als borstelwormen eet.

## Vangst en verwerking
Noordzeegarnalen worden hoofdzakelijk door Nederlandse (45% in 2016) en Duitse (37%) vissers gevangen. Kleinere producenten zijn Denemarken (10%) en België (1%). Garnalen worden tegenwoordig vaak aan boord gekookt om aan de wal gepeld te worden.
Het pellen gebeurt meestal met de hand door garnalenpellers in lagelonenlanden als Marokko, Thailand of Bangladesh. Om bederf te voorkomen worden deze garnalen bewerkt met conserveermiddelen zoals benzoëzuur.
Bij garnaalkruien worden garnalen met een kruinet gevangen. De garnalenvisser gaat hiervoor ongeveer 1 uur voor laagwater tot op heuphoogte in zee en sleept het net voort tot de vloed inzet. September en oktober zijn de maanden waarin op deze wijze de meeste en de grootste garnalen gevangen worden. Garnaalkruierij te voet wordt aan de Belgische kust nog beoefend, maar het traditionele vissen van garnalen te paard is bijna verdwenen, de garnaalvissers te paard in Oostduinkerke zijn erkend door UNESCO als immaterieel cultureel erfgoed van de mensheid.

## Consumptie
De grijze garnaal wordt in België gezien als een delicatesse, het land consumeert ongeveer de helft van de gevangen grijze noordzeegarnalen. Gekend zijn de garnaalkroket. Daarnaast zijn ook Duitsland en Nederland grote consumenten.